# Neopanorpa cornuta
Neopanorpa cornuta är en näbbsländeart som beskrevs av Peter Esben-Petersen 1915. 
Neopanorpa cornuta ingår i släktet Neopanorpa och familjen skorpionsländor. Inga underarter finns listade i Catalogue of Life.